# Pilis (Gebirge)
Das Pilis (sprich „Pilisch“) oder Pilis-Gebirge (auf Deutsch: Pilsengebirge) ist der östlichste Teil des Ungarischen Mittelgebirges.

## Lage
Es liegt an der westlichen Seite der Donau zwischen Budapest und Esztergom in den Komitaten Pest und Komárom-Esztergom. Der Hauptgipfel ist der 756 m hohe Berg Pilis. Das Gebirge wird vom Kétbükkfa-nyereg („Zweibuchen-Sattel“) und dem Szentlélek-patak-Tal („Heilig-Geist-Bach“-Tal) geteilt.
Fälschlicherweise wird das benachbarte Visegráder Gebirge in der Umgangssprache oft als Teil des Pilis bezeichnet. Es gehört jedoch geologisch gesehen zum „Volcanic arc“ der Karpaten und deshalb bereits zum nördlichen ungarischen Mittelgebirge.
Der Name des Mittelgebirges leitet sich vom alten Wort für Tonsur ab, das auf Ungarisch pilis heißt. So wurde der früher kahle Berggipfel genannt.
Im Mittelalter war es Teil des berühmten Budaer Weinbaugebiets. Die Weintrauben wurden an den unbewaldeten Hängen des Pilis gepflanzt. Die heutigen Wälder entstanden erst später.

## Gipfel über 600 m
- Pilis oder Pilis-tető, 756 m
- Nagy-Bodzás-hegy, 717 m
- Nagy-Szoplák, 710 m
- Kis-Szoplák, 686 m
- Vaskapu-hegy, 651–645 m (nicht zu verwechseln mit dem Esztergomi vaskapu („Graner Eisentor“))

Weitere zu nennende Gipfel sind die Kevélyek und der bei Kletterern bekannte Oszoly.

## Wichtige Höhlen
- Sátorkőpusztai-Höhle, Esztergom
- Legénybarlang („Burschenhöhle“)
- Leánybarlang („Mädchenhöhle“)

## Bilder

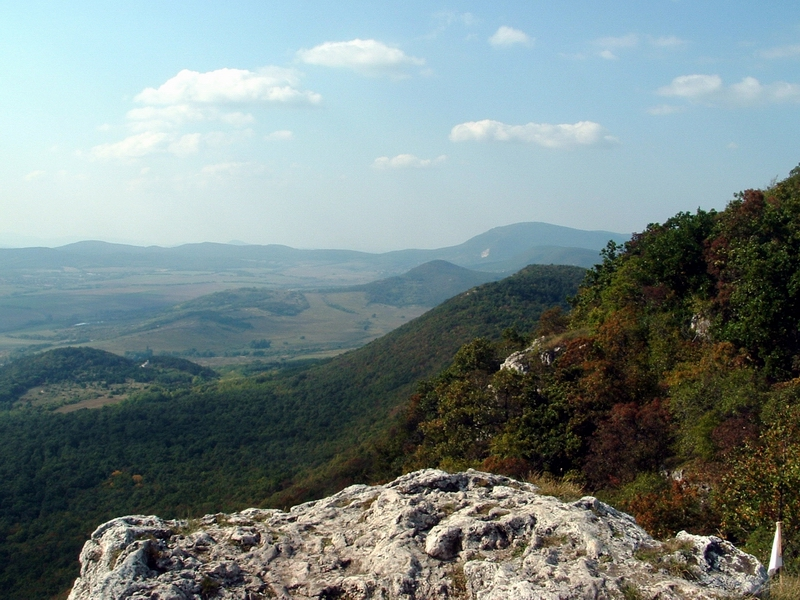
Das Pilis Gebirge vom Nagy Kevély aus gesehen
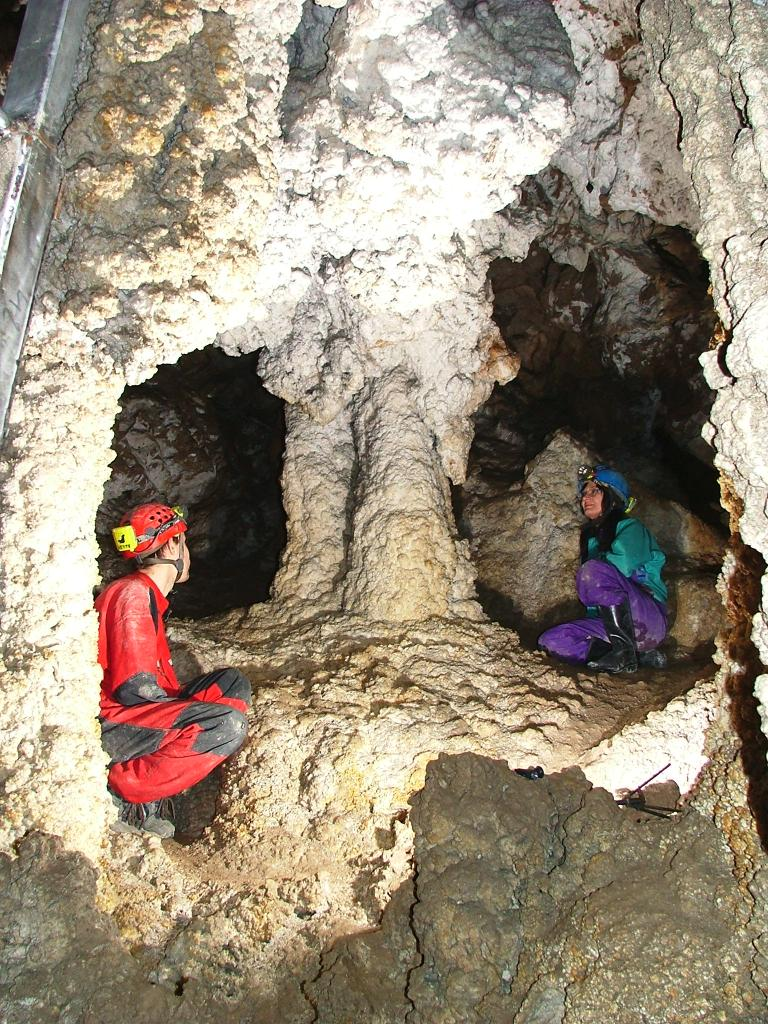
Säulenhalle in der Sátorkőpusztai-Höhle
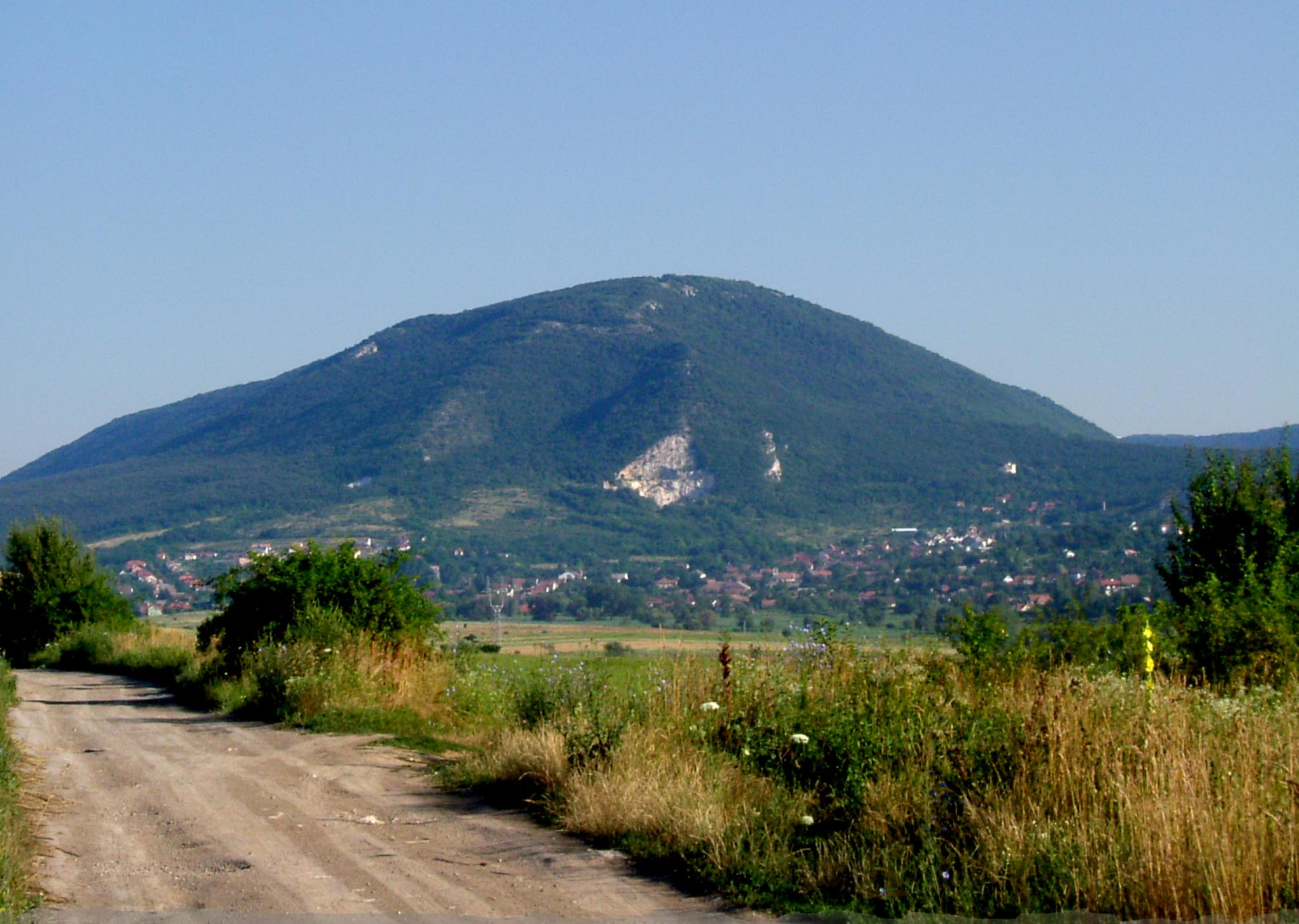
Pilis-Gipfel mit dem Dorf Pilisszántó